# Yellow Subterfuge
«Yellow Subterfuge» (укр. «Жовта відмовка») — сьома серія двадцять п'ятого сезону мультсеріалу «Сімпсони», прем'єра якої відбулась 8 грудня 2013 року у США на телеканалі «Fox».

## Сюжет
Директор Скіннер оголошує у Спрінґфілдській початковій школі про поїздку на підводний човен, але попереджає, що через обмеження по площі субмарини тільки учні з найкращою поведінкою зможуть поїхати. Кожний учень, який порушує правило, не братиме участь в поїздці. При цьому всі учні рівні і старі витівки не враховуються. Барт вирішує поводитись добре, хоча навіть його сім'я не вірить, що Скіннер про все забув.
Тим часом Ліса дізнається, що клоун Красті збанкрутував. Вона пропонує продати права на його шоу в інші країни.
Якось Барт ледь не запізнюється на уроки, але встиг з'явитись разом із дзвоником. Однак, директор викреслює його зі списку, бо хлопчик забруднив підлогу в школі. Після цього Барт безуспішно намагається задобрити й обдурити Скіннера, але директор не змінює свого рішення. На причалі Гомер бачить, як його син засмучений і вирішує допомогти йому помститися Скіннеру…
На студії Красті навчає іноземних версій себе. Натомість він вимагає великий відсоток від прибутку з іноземних шоу, які швидко стають популярними, навіть популярнішими за оригінал.
Наступного ранку Скіннер знаходить на кухні труп своєї матері. Незабаром його відвідують Гомер і Барт, які також виявляють тіло, незважаючи на спробу Сеймура приховати його. Сеймур переконує, що він не вбивав матері. Гомер пропонує очистити безлад і відправляє Скіннера нагору. Тим часом «постраждала» Агнес Скіннер встає, бо це все — схема, щоб помститися Скіннеру.
Барт і Гомер повідомляють Сеймуру, що поліція збирається заарештувати його. Вони дають йому фальшиве посвідчення особи і маскуванням і відправляють його автобусом до Хуареса.
Повернувшись додому Гомер з Бартом приголомшені появою Сеймура в їхньому будинку. Той пояснює, що не може втекти від свого злочину. До того ж він визнає, що навіть радий смерті своєї матері, яке все життя принижувала його. У цей момент Мардж і Агнес переривають все, почувши це визнання. Агнес злиться, що Скіннер хотів її смерті разом з тим фактом, що він порушив свою обіцянку Барту. Вона вирішує покарати його далі, будучи ще більш зліша на сина.
У фінальній сцені іноземні Красті вимагають підвищення гонорару, зменшивши відсоток оригіналу. Однак, натомість Красті-оригінал пропонує стати гостем кожного з шоу безкоштовно. Це злить натовп і змушує Красті з його агентом втікати на гольф-карі.

## Цікаві факти і культурні відсилання
- Назва серії — відсилання до пісні The Beatles «Yellow Submarine» 1969 року. Також на це вказує підводний човен, який учні мають відвідати.

## Ставлення критиків і глядачів
Під час прем'єри серію переглянули 6,85 млн осіб з рейтингом 3.1, що зробило її найпопулярнішим шоу на каналі «Fox» тієї ночі.
Денніс Перкінс з «The A.V. Club» дав серії оцінку C+ сказавши, що «незважаючи на безліч смішних моментів, серіє виглядає наспіх скроєною зі старих знайомих сцен і оживає хіба завдяки глибокій грі Скіннера».
Тереза Лопес з «TV Fanatic» дала серії дві з половиною з п'яти зірок, описавши серію як «схожу на повтор. Більшість подій відбувались і раніше, з більшим комедійним ефектом», але також високо оцінила оригінальність помсти Барта.
Згідно з голосуванням на сайті The NoHomers Club більшість фанатів оцінили серію на 3/5 із середньою оцінкою 2,71/5.